# Гном Omega
Гном 7 Omega (также известен как Гном 50 л. с.) — французский 7-цилиндровый авиационный поршневой ротативный двигатель воздушного охлаждения. Первый в мире серийный авиационный ротативный двигатель. Разработан в 1907-1908 годах компанией Гном, серийный выпуск был начат в июле 1909 года.

## История создания
Первый во Франции 8-цилиндровый ротативный двигатель предложил в 1898 году Фернан Форест; двигатель так и не был построен, но видимо повлиял на дальнейшие поиски братьев Сеген. Луи Сеген в то время, помимо основной продукции — промышленных двигателей, строил и пытался продавать рядные 6-цилиндровые двигатели для автомобилей, но успеха не добился. Летом 1907 года к его работам по созданию двигателей присоединился сводный брат Лоран Сеген, также окончивший Центральную школу искусств и мануфактур с квалификацией инженера. Луи Сеген не жалел средств на опытные работы — из чистой прибыли 128570 франков в 1906 и 1907 годах в них было ежегодно инвестировано 33778 франков и 50000 франков было ежегодно потрачено на закупку станков и оборудования. Было решено множество технических проблем, вплоть до того, что в качестве смазки для двигателя, которая не вымывалась бензином, было выбрано не машинное масло, а лекарство — касторовое масло. Вдвоём братьям удалось создать первый работоспособный прототип 7-цилиндрового двигателя мощностью 25 л. с., который весил 37 кг, работал устойчиво, но слишком быстро разрушался от перегрева и отсутствия регулирования. У цилиндров этого двигателя не было оребрения, впоследствии оно появилось и проблема охлаждения так была решена. В конце 1907 года Луи Сеген отправился на военное лётное поле Исси-ле-Мулино, где научились летать Робер Эсно-Пельтри, Луи Блерио и Анри Фарман. Последний тренировался на своем Voisin с 50-сильным двигателем Antoinette, с целью завоевать приз за километр полёта Эрнеста Аршдикона. Луи Сеген прямо ему заявил: «Ваш двигатель „Антуанетт“ слишком тяжелый. Это теленок. Я разработал мельницу, которая будет развивать пятьдесят лошадиных сил, но настоящих, и которая будет весить от 50 до 75 килограмм. Вы получите её через шесть месяцев». Для сравнения: двигатель Antoinette V12 мощностью 24 лошадиных сил тогда весил 110 кг.

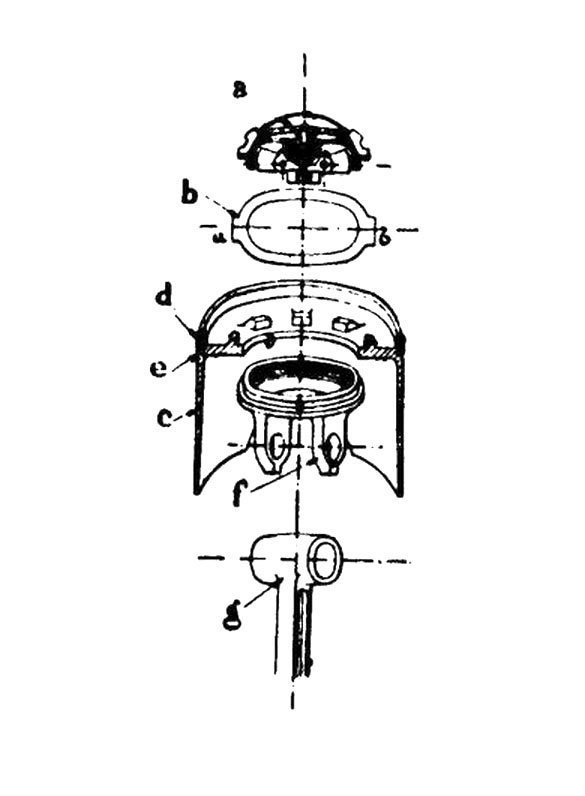
Поршень Гном Omega 50 л. с.

7-цилиндровый ротативный двигатель братьев Сеген имел в головке каждого цилиндра выпускной клапан, открывавшийся через регулируемое коромысло от центрального управляющего кулачка на оси двигателя. Впускные клапаны были встроены в днище каждого поршня, снабжены противовесами для компенсации центробежной силы, и открывались от перепада давления при движении поршня к нижней мёртвой точке. Для двигателя 50 л. с. усилие открытия составляло 3,5 кг и ход клапана — 4,2 мм. Смесь бензина и воздуха (вместе с касторовым маслом для смазки) подавалась к поршням через полый коленчатый вал. До 1913 года такой газораспределительный механизм был у всех ротативных двигателей Гном.
В ноябре 1907 года было изготовлено несколько опытных образцов с оребрением мощностью 50 л. с. для демонстрации двигателей и оценки независимыми испытательными лабораториями. В январе 1908 года статические испытания выявили аномальные вибрации, которые в конечном итоге привели к взрыву двигателя. Силы на шатуны из-за центробежной силы составляют 1250 кг, а после взрыва в другом направлении они равны четырём тоннам. Поэтому необходимо изготавливать шатуны из особо прочной стали, но такого материала не существует. Им придется его создать. После различных испытаний поршни окончательно выковывают из чугуна, цилиндры и картер — из легированной никелем стали, и они полностью обрабатываются для уменьшения веса движущихся частей. Ребра в деталях сделаны для придания жесткости уязвимым частям, а не для добавления материала. Конструкция мотора такова, что центробежная сила стремится затянуть все регулировки. Свечи, срок жизни которых в январе 1908 года ещё очень короток, менее часа, выбираются с осторожностью. Они тоже залиты гремучей смесью и маслом. Архитектура двигателя позволяет ему работать с неисправной свечой зажигания. Наконец, для двигателя разработан специальный тип свечи, совершенно нечувствительный к маслу, которое выбрасывается из цилиндра под действием центробежной силы. Эти самоочищающиеся свечи служат несколько часов. В ноябре 1908 года, после года испытаний, опытный 7-цилиндровый двигатель с оребрением развил 50 лошадиных сил; масла расходует почти столько же, сколько бензина, ужасно шумит, много дымит, но на стенде на полной мощности два часа работает без поломок! Revue de l’Aviation представила своим читателям двигатель Гном мощностью 50 л. с., который работает два часа без поломок и без перегрева, что было необычно и неслыханно! В декабре 1908 года один из прототипов ротативного двигателя Гном мощностью 50 л. с. был выставлен на первом Парижском авиасалоне, проходившем в углу автосалона в Гран-Пале в Париже. Маленький мотор братьев Сеген остался не замечен, им не поступило никаких заказов. Ротативный двигатель воспринимался как диковинка, «цирковое животное», у него не было никакой репутации.

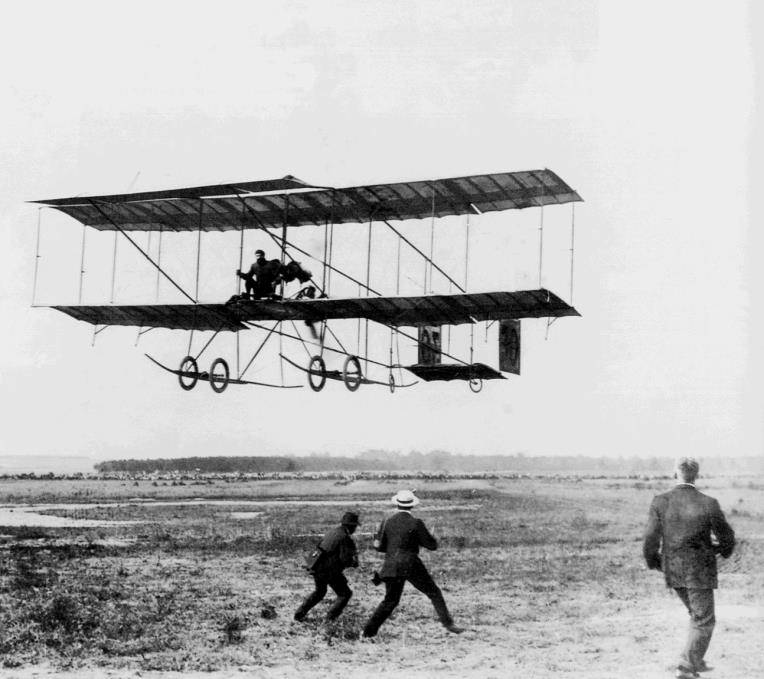
Анри Фарман в Реймсе 24 августа 1909 года устанавливает мировой рекорд дальности и продолжительности полета (L’Illustration)

В январе 1909 года Луи Сеген приступил к продвижению своего продукта. Гном 50 л. с. был успешно испытан на стенде в апреле 1909 года, что позволило ему выиграть соревнование Аэроклуба Франции, а в июле он выиграл Первое соревнование авиационных двигателей (двигателей большой мощности), организованное Автомобильным клубом Франции. В этом соревновании было заявлено пять двигателей, но только два были представлены вовремя: Renault V8 50 л. с. и 7-цилиндровый Гном, который проработал 2 часа 17 минут и поэтому был объявлен победителем. После пятнадцати месяцев кропотливых испытаний, поломок, проб и ошибок при выборе улучшений и модификаций, под названием Омега двигатель был выпущен для коммерческого использования в июле 1909 года.
После разрушения около тридцати моторов на стенде во время экспериментов, весной 1909 года в Женвилье было построено ещё около пятнадцати двигателей, можно сказать предварительная серия. Первые эксплуатационные испытания были проведены летом 1909 года на глиссере для расчета расхода топлива, оптимальной рабочей скорости, а также гребных винтов. Омега развивает 50 л. с. (до 55 л. с. при полном охлаждении) при рабочем весе 76 кг. Он вращается со скоростью 1200 об/мин, что на 50 % быстрее, чем у любого другого двигателя, представленного на рынке, что является идеальной скоростью для воздушного винта. Он потребляет 28 литров бензина и 6 литров масла в час. Через год кропотливой работы с поршневыми кольцами и карбюрацией потребление сократится вдвое. В июне 1909 года несколько двигателей были установлены на разные самолёты для испытаний; они наконец приносят удовлетворение. В августе 1909 года двигатель стал официальным и замеченным своим появлением на Большой неделе авиации в Шампани, в Реймсе. Анри Фарман получил разрешение на замену своего обычного двигателя (гоночный двигатель Vivinus) на своем биплане на ротативный двигатель и установил на своём Фарман III с Гном Омега мировой рекорд дальности полёта в 180 км. И на втором Парижском авиасалоне в Большом дворце в Париже, месяц спустя, 25 сентября 1909 года, благодаря Анри Фарману, мотор Гном Омега переживает триумф. Его фотографии разошлись по всему миру. Авиасалон пользуется огромным успехом, как по посещению, так и в коммерческом плане. За первые три дня работы его посетило 100000 человек; здесь уже не 35 участников, как в 1908 году, а 333, среди которых 318 — из Франции. Преодолевший Ла-Манш 25 июля Луи Блерио получил около сотни заказов на свой моноплан. Посетители торопятся покупать самолёты, а двигатели вызывают восторг у публики. Луи Блерио, который поначалу не доверял Луи Сегену (думая, что тот хвастается), ведет переговоры об оптовой закупке Гном Omega. Контракт был подписан в октябре 1909 года на поставку сразу сотни двигателей. Немного позже договор на поставку двигателей Омега для своих самолётов заключил и Анри Фарман.

## Применение
Производимый серийно, двигатель Omega мощностью 50 л. с. завоевал в 1909 и 1910 годах большинство титулов на различных авиационных соревнованиях на самолётах Blériot, Farman, затем и Voisin: рекорды высоты, скорости, продолжительности полета. Он был очень эффективен в первых воздушных гонках между городами Франции, родившихся в 1911 году. Двигатель использовался на самолётах:

| - A Vlaicu I - A Vlaicu II - ASL Valkyrie - Avro 500 - Avro-Burga Monoplane - Blackburn Mercury - Blackburn Type D Monoplane - Blériot XI - Breguet Type III - Breguet Type IV - Bristol Boxkite - Bristol Racing Biplane - Bristol Monoplane - Bristol-Prier P.1 - Bristol-Coanda School Monoplane - Bristol-Coanda T.B.8 - Castaibert III - Caudron Type B - Deperdussin 1910 monoplane - François Denhaut's flying boat | - Fabre Hydravion - Farman HF.6 Militaire - Farman III - FBA Type A - Grahame-White Type VII - Grahame-White Type XV - Howard Wright 1910 Biplane - Koolhoven Heidevogel - Lakes Waterbird - London and Provincial Fuselage Biplane - Morane-Borel monoplane - Nieuport II - Paalson Type 1 - Paulhan-Tatin Aéro-Torpille No.1 - Paulhan biplane - Pemberton-Billing P.B.9 - Vickers No.7 Monoplane - Vickers Boxkite School Biplane - Voisin 1907 biplane - Voisin Type de Course | - Radley-England waterplanes - Royal Aircraft Factory B.E.3 - Royal Aircraft Factory B.E.4 - Royal Aircraft Factory F.E.2 - Sommer 1910 biplane - Short S.27 - Short Tandem Twin - Short Triple Twin - Short S.47 Triple Tractor - Short S.62 - Sopwith Bee - Sopwith Sparrow - Van Meel Brikken - Vickers No.6 Monoplane - Россия А (ПРТВ) - Россия Б (ПРТВ, Блерио-11) - Фарман-4 - Фарман-7 - Блерио-11 - Ньюпор-4 |

## Гном 14 Omega-Omega

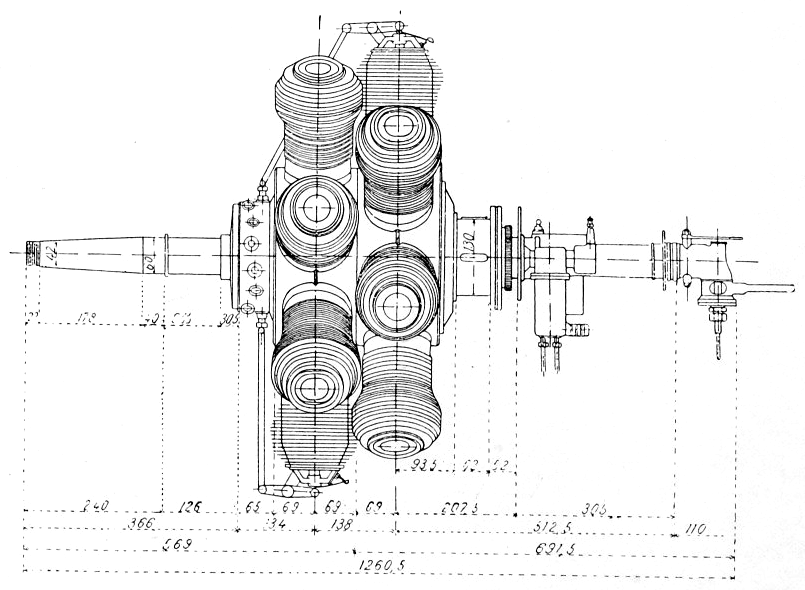
Чертёж Гном 14 Omega-Omega, вид сбоку

После успеха Омега Луи Сеген полностью сосредоточился на руководстве производством и сбытом, а Лоран Сеген стал руководить разработкой новых двигателей в конструкторском бюро компании. В 1910 году Лоран Сеген разработал второй двигатель, названный «Double Oméga» или «Oméga-Oméga», 14-цилиндровый с рабочим объёмом 16 литров, путем соединения двух двигателей Omega. Это был первый в мире авиационный 14-цилиндровый двигатель. Развивая 100 л. с. при весе около 100 кг, Double Oméga стал первым в мире авиационным двигателем с соотношением масса (кг)/мощность (л. с.), равным 1. Двигатель устанавливался на самолётах:
- Avro 501
- Blériot XIII
- Bleriot XXIII
- Bristol-Gordon England G.E.2
- Coventry Ordnance Works Biplane 10
- Deperdussin 1912 Racing Monoplane
- Nieuport IV.H floatplane
- Short S.41 Tractor Biplane
- Short S.57 Seaplane
- Short S.64 Folder Seaplane
- Short Admiralty Type 74